# Vouwscooter

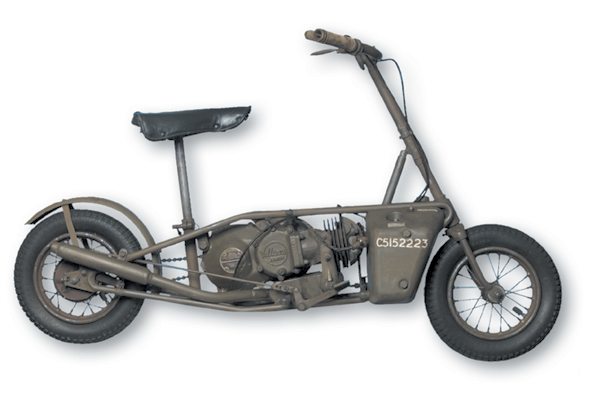
Welbike

Vouwmotor of vouwscooter is een opvouwbare motorfiets of scooter.
De eerste vouwscooters ontstonden tijdens de Tweede Wereldoorlog. Ze werden gemaakt voor paratroepen door bedrijven als Brockhouse (Welbike scooter). Latere vouwmotorfietsen en vouwscooters zijn er meer voor gemaakt makkelijk meegenomen te kunnen worden in de kofferbak van een auto. 
Andere producenten van vouwmotoren en vouwscooters: Aero-Scoot (Frankrijk), Argyle (VS), Di Blasi (Italië), Foroni (Italië), Gerosa (Italië), Indian Papoose (VS), Minimarcellino (Italië), Miniscoot (Frankrijk), Malaguti (Italië), Mitsubishi (Japan), PMW (VS), Rivara (Italië) en Valmobile (Frankrijk).